# Antonio Morelli
Antonio Morelli es un deportista italiano que compitió en skeleton. Ganó una medalla de bronce en el Campeonato Europeo de Skeleton de 1981.

## Palmarés internacional
| Campeonato Europeo | Campeonato Europeo | Campeonato Europeo | Campeonato Europeo |
| Año                | Lugar              | Medalla            | Prueba             |
| ------------------ | ------------------ | ------------------ | ------------------ |
| 1981               | Igls (Austria)     | Medalla de bronce  | Individual         |